# Viskó (település)
Viskó (eredetileg Viskvágása, 1899-ig Viskócz, szlovákul: Vyškovce) község Szlovákiában, az Eperjesi kerületben, a Sztropkói járásban.

## Fekvése
Sztropkótól 5 km-re északra, az Ondavai-dombságban fekszik.

## Története
A település soltész általi betelepítéssel keletkezett a 14. század második felében. Első írásos említése 1414-ben történt, a makovicai uradalomhoz tartozott. 1427-ben 30 adózó háztartása volt. 1600-ban 10 jobbágyház állt a településen. 1715-ben 9, 1720-ban 5 volt az adózók száma.
A 18. század végén Vályi András így ír róla: „VISKÓCZ. Orosz falu Sáros Várm. földes Ura G. Szirmay Uraság, lakosai többen ó hitüek, fekszik a’ Makovitzai Uradalomban; földgye meglehetős, legelője, és fája is van.”
1828-ban 32 házában 245 lakos élt.
Fényes Elek 1851-ben kiadott geográfiai szótárában így ír a faluról: „Viszkócz, Sáros v. orosz falu a makoviczi uradal., Komarnyikhoz 2 órányira: 241 gör. kath., 5 zsidó lak. Görög kath. plebánia.”
A trianoni diktátumig Sáros vármegye Felsővízközi járásához tartozott.

## Népessége
| Év:            | 1994. | 2004.   | 2014.   | 2024.    |
| -------------- | ----- | ------- | ------- | -------- |
| Emberek száma: | 144   | 145     | 138     | 119      |
| Eltérés:       |       | +0,69 % | -4,82 % | -13,76 % |

| Év:            | 2023. | 2024.   |
| -------------- | ----- | ------- |
| Emberek száma: | 120   | 119     |
| Eltérés:       |       | -0,83 % |

1910-ben 171, túlnyomórészt ruszin lakosa volt.
2001-ben 220 lakosából 145 szlovák, 35 cigány és 30 ruszin volt.
2011-ben 140 lakosából 102 szlovák és 22 ruszin.

## Nevezetességei
Görögkatolikus temploma 1901-ben épült.